# Aphanistes dnopherus
Aphanistes dnopherus är en stekelart som beskrevs av Ian D. Gauld 1978. Aphanistes dnopherus ingår i släktet Aphanistes och familjen brokparasitsteklar. Inga underarter finns listade i Catalogue of Life.